# 李荣灿
李荣灿（1966年9月—），浙江绍兴人。1989年8月参加工作，1987年3月加入中国共产党。江西财经学院（今江西财经大学）财务会计系会计学专业毕业，对外经济贸易大学工商管理专业在职研究生学历。中华人民共和国政治人物。现任海南省政协主席。

## 简历
历任对外贸易经济合作部计划财务司副处长、处长、副司长，商务部财务司副司长、司长、政策研究室主任、部长助理等职。
2013年1月，任甘肃省人民政府副省长。2015年6月，升任中共甘肃省委常委。2016年11月，兼任中共兰州市委书记。
2017年7月，中共中央办公厅、国务院办公厅就甘肃祁连山国家级自然保护区生态环境问题发出通报，李荣灿（时任甘肃省委常委、副省长）对分管部门违法违规审批和延续有关开发项目失察，对保护区生态环境问题负有领导责任，由中央纪委对其进行约谈，提出严肃批评，由甘肃省委在省委常委会会议上通报，本人在甘肃省委常委会会议上作出深刻检查。
2021年4月，任中共湖北省委常委、组织部部长。2022年3月，任中共湖北省委副书记。2023年1月，转任海南省政协党组书记、主席。